# Procycloneura furcata
Procycloneura furcata är en tvåvingeart som beskrevs av Freeman 1951. Procycloneura furcata ingår i släktet Procycloneura och familjen svampmyggor. Inga underarter finns listade i Catalogue of Life.